# NGC 7257
NGC 7257 је спирална галаксија у сазвежђу Водолија која се налази на NGC листи објеката дубоког неба.
Деклинација објекта је - 4° 7' 15" а ректасцензија 22h 22m 36,5s. Привидна величина (магнитуда) објекта NGC 7257 износи 12,9 а фотографска магнитуда 13,7. Налази се на удаљености од 69,090 милиона парсека од Сунца. NGC 7257 је још познат и под ознакама NGC 7260, MCG -1-57-3, PGC 68691.